# Beatrice Masini
Beatrice Masini (Milano, 1º aprile 1962) è una scrittrice, giornalista e traduttrice italiana.

## Biografia
Autrice prolifica di opere per l'infanzia, è anche una stimata traduttrice italiana. Tra i suoi lavori, la resa in italiano di alcuni dei libri della serie di Harry Potter di J. K. Rowling, per la versione pubblicata da Salani.
Il suo romanzo Bambini nel bosco (Fanucci) è stato finalista nel 2010 al Premio Strega. Si tratta della prima opera per ragazzi ad aver mai concorso nella storia del premio. 
Con il romanzo Tentativi di botanica degli affetti (Bompiani) è stata finalista al Premio Campiello e vincitrice del Premio Letterario Internazionale  "Alessandro Manzoni - Città Di Lecco";, entrambi nel 2013.
Le sue opere sono tradotte in quindici Paesi. Tra gli altri riconoscimenti, ha ottenuto negli anni il Premio Pippi per Signore e signorine e il Premio Elsa Morante per La spada e il cuore. 
Ha ottenuto in cinque occasioni il Premio Andersen - Il mondo dell'infanzia, sia come autrice che come traduttrice.
Dall'autunno del 2015 è la direttrice editoriale di Bompiani.

## Opere

### Opere per adulti
- Tentativi di botanica degli affetti, Milano, Bompiani, 2013,
- I nomi che diamo alle cose, Milano, Bompiani, 2016
- Più grande la paura, Venezia, Marsilio, 2019 a

### Opere per l'infanzia
- La cena del cuore. Tredici parole per Emily Dickinson (RueBallu Edizioni, 2015)
- Solo con un cane, (Fanucci Editore)
- Che rivoluzione Da Gutenberg all'ebook la storia dei libri a stampa (Carthusia - 2010)
- Agata e gli specchi bugiardi (EL - 2010)
- La bambina con i piedi lunghi (EL - 2010)
- Il dono della figlia del re (EL - 2010)
- La bambina drago (EL - 2010)
- Storie dell'uomo verde (Einaudi Ragazzi - 2010)
- Bambini nel bosco (Fanucci - 2010)
- Io e gli invisibili (Einaudi Ragazzi - 2010)
- Isabelita senza paura (EL - 2010)
- La bambina che sapeva tutti gli indovinelli (EL - 2010)
- Amici per sempre (Einaudi Ragazzi - 2009)
- Storie dopo le storie (Einaudi Ragazzi - 2009)
- Fango su e fango giù (Salani - 2009)
- Che fata che sei (Einaudi Ragazzi - 2009)
- La spada e il cuore. Donne della Bibbia (Einaudi Ragazzi - 2009)
- Il libro dell'attesa (Arka - 2009)
- Gio Ponti Milano e i ragazzi. Guardare la città con occhi di angelo (Carthusia - 2009)
- Manuale di buone maniere per bambine e bambini (Rizzoli - 2009)
- Vita segreta delle mamme (Arka - 2008)
- Ciro in cerca d'amore (Arka - 2008)
- Olga in punta di piedi (Einaudi Ragazzi - 2008)
- Sono tossica di te (Fanucci - 2008)
- Ciao tu (Fabbri - 2007)
- Un papà racconta (Fabbri - 2007)
- Bibo nel paese degli specchi (Fabbri - 2007)
- Centouno buoni motivi per essere un bambino (Fabbri - 2007)
- Una sera prima della prima. L'opera Aida e la vita di un grande teatro raccontate ai ragazzi (Fabbri - 2007)
- La notte della cometa sbagliata (Einaudi Ragazzi - 2006)
- La bambina di burro e altre storie di bambini strani (Einaudi Ragazzi - 2006)
- Il casello della buonanotte (Einaudi Ragazzi - 2006)
- A pescare pensieri (Einaudi Ragazzi - 2005)
- L'estate gigante (Fabbri - 2005)
- Per amore delle parole. Vita e passioni di Virginia Woolf (EL - 2005)
- Una principessa piccola così ma... (Arka - 2005)
- Re Artu Ginevra e Lancillotto (Arka - 2005)
- La notte della cometa sbagliata. Una storia al giorno aspettando Natale (Einaudi Ragazzi - 2004)
- Signore e Signorine. Corale greca (Einaudi Ragazzi - 2004)
- Fili (Arka - 2004)
- Diario di una casa vuota (EL - 2004)
- Anna ritrova i suoi sogni (Carthusia - 2004)
- C'e un ippopotamo nel lettino (Arka - 2003)
- La casa con tante finestre (Carthusia - 2003)
- La superzucchina (EMP - 2003)
- Una sposa buffa buffissima bellissima (Arka - 2002)
- Buonanotte piccolo sonno (Fabbri - 2002)
- Una vicemamma per la principessa Martina (Carthusia - 2002)
- Se è una bambina (BUR Biblioteca Univ. Rizzoli - 2001)
- Casapelledoca (EMP - 2001)
- Nella tana del bambino (Arka - 2001)
- Giu la zip. La scuola e una guerra. Ti chiedono di essere perfetto. Ma un perfetto allievo e una persona perfetta? (Fabbri - 2000)
- Un giorno alla scuola materna (Fabbri - 2000)
- L'uomo della luna (Arka - 1999)
- Gli animali non erano colorati (EMP - 1998)
- Vado e non torno (EMP - 1998)
- La casa delle bambole non si tocca (Salani - 1998)
- Bimbo d'ombra (Arka - 1997)
- Vulca l'etrusco (De Agostini Ragazzi - 1998)
- Bricognomo (De Agostini Ragazzi - 1998)
- Quando piango (Fabbri - 1998)
- Quando rido (Fabbri - 1998)
- Ercole e le 12 fatiche (Bompiani - 1997)
- Emma dell'ermellino (Arka - 1996)
- Chi el che a tema del varnarel? (Arka - 1996)
- La strada per... (De Agostini Scuola - 1991)
- Bobo e i palloncini (Editrice La Sorgente, Milano - 1986)
- Camilla l'auto brontolona (Editrice La Sorgente, Milano - 1986)
- Ciuf-ciuf il trenino del prato (Editrice La Sorgente, Milano - 1986)
- Filippo il bruco da corsa (Editrice La Sorgente, Milano - 1986)
- Teo non vuole andare a letto (Editrice La Sorgente, Milano - 1986)
- Tobia il coniglietto curioso  (Editrice La Sorgente, Milano - 1986)
- Chi ha paura del varvarel? -
- A scuola con orso Bobo. Guida per l'insegnante. Per la Scuola elementare -
- A scuola con orso Bobo. Per la 2ª classe elementare -
- A scuola con orso Bobo. Per la 1ª classe elementare -
- Gli animali non erano colorati. Per la Scuola elementare -
- L'afano nello zaino -
- Centouno motivi. Con t-shirt -

### Serie di "Scarpette rosa", EL, 2005-2011
- Che ballerina sei?
- Il mondo di Zoe
- Il mondo del balletto. Stelle sulle punte
- Diario segreto di una ballerina
- Il mondo del balletto. L'abc della danza
- Un balletto per sognare
- Ballando un sogno
- Grandi novita all'Accademia
- Il mondo del balletto. I primi passi
- Danza alla russa
- Note di primavera
- Un balletto indimenticabile
- Passo a due
- Passi intrecciati
- La danza dell'estate
- Il mondo del balletto
- Su il sipario
- Diario segreto di una ballerina
- Chi danzerà con le stelle?
- La scuola di Londra
- Un tutù di troppo
- A passo di danza
- Che caratterino!
- Amici vecchi e nuovi
- Sulle punte!

### Serie di "Il mio primo libro...", De Agostini, 1996
- Il mio primo libro delle forme
- Il mio primo libro dell'alfabeto
- Il mio primo libro dei numeri
- Il mio primo libro dei colori

### Serie di "Un giorno da...", Fabbri, 1996
- Un giorno da cane
- Un giorno da maiale
- Un giorno da papera
- Un giorno da orso
- Un giorno da pecora
- Un giorno da coniglio
- Un giorno da elefante
- Un giorno da topo

### Traduzioni
- Lyman Frank Baum, Il meraviglioso Mago di Oz, Roma, Fanucci, 2012.
- Antoine de Saint-Exupéry, Il piccolo principe, Milano, Bompiani, 2014.
- Emily Brontë, Cime tempestose, Milano, BUR, 2016.
- John Green, Tartarughe all'infinito, Milano, Rizzoli, 2017.
- Charles Dickens, Canto di Natale, Milano, BUR Rizzoli, 2019.
- S. E. Hinton, I ragazzi della 56ªstrada, Milano, Rizzoli, 2017.
- S. E. Hinton, Rusty il selvaggio, Milano, Rizzoli, 2018.
- Philippa Pearce, Il giardino di mezzanotte, Il romanzo a fumetti scritto da Edith, Milano, Mondadori, 2021, ISBN 978-88-047-3516-8.
- Jane Austen, Orgoglio e pregiudizio, Collana Classici, Milano, Harper Collins, 2021, ISBN 978-88-690-5800-4.
- Lewis Carroll, Alice nel Paese delle meraviglie, Milano, Il Castoro, 2021, ISBN 978-88-696-6790-9.
- P.G. Wodehouse, Alla buon'ora, Jeeves!, Prefazione di B. Masini, Collana La memoria n.1312, Palermo, Sellerio, 2024, ISBN 978-88-389-4708-7.
- P.G. Wodehouse, Grazie, Jeeves!, Nota di Marco Malvaldi, Collana La memoria n.1331, Palermo, Sellerio, 2025, ISBN 978-88-389-4770-4.